# Panettone
Il panettone è un tipo di pane dolce  originario di Milano, tradizionalmente preparato in occasione del periodo natalizio, gustato in Italia e nel resto dell'Europa occidentale, meridionale e sud-orientale, ma anche in Sud America, Eritrea, Australia, Stati Uniti e Canada.
Ha una forma a cupola, che si estende da una base cilindrica ed è solitamente alta circa 12-15 cm (4,7–5,9 pollici) per un panettone del peso di 1 kg (2,2 libbre). Possono essere utilizzate altre basi, come ad esempio un ottagono, oppure un tronco con sezione a stella più comune al pandoro. Viene prodotto durante un lungo processo che prevede la stagionatura dell'impasto, che è acido, simile al lievito madre. Il solo processo di lievitazione richiede diversi giorni, conferendo alla torta le sue caratteristiche distintive. Contiene canditi di alcuni agrumi come: arancia, cedro e scorza di limone, così come l'uvetta, che viene aggiunta secca e non ammollata. Viene servito a spicchi, tagliato verticalmente, e accompagnato da bevande calde dolci o da un vino dolce, come l'Asti o il Moscato d'Asti. In alcune regioni d'Italia viene servito con crema al mascarpone, una crema ottenuta unendo uova, mascarpone e un liquore dolce. Sono disponibili altre varianti, come il panettone semplice o con cioccolato.

## Storia

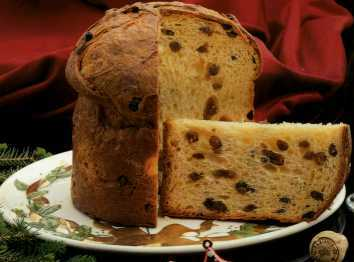
Panettone sul piatto

### Origini
Benché sviluppato nella sua forma contemporanea nella prima metà del Novecento, il panettone è un alimento di antiche e umili origini che talvolta sfumano nella leggenda. Si presume che gli antecedenti del dolce, molto diversi da come si presenta oggi, fossero delle focacce basse con uva sultanina all'interno dell'impasto.
Secondo due note, ma presumibilmente fantasiose, storie rinascimentali che descrivono le origini del dolce:
1. Messer Ulivo degli Atellani, falconiere, di famiglia originaria di Atella, in Basilicata,[6] abitava nella Contrada delle Grazie a Milano. Innamorato di Algisa, bellissima figlia di un fornaio, si fece assumere dal padre di lei come garzone e, per incrementare le vendite, provò a inventare un dolce: con la migliore farina del mulino impastò uova, burro, miele e uva sultanina. Poi infornò. Fu un successo strabiliante, tutti vollero assaggiare il nuovo pane e qualche tempo dopo i due giovani innamorati si sposarono e vissero felici e contenti.
2. Il cuoco al servizio di Ludovico il Moro fu incaricato di preparare un sontuoso pranzo di Natale a cui erano stati invitati molti nobili del circondario, ma il dolce, dimenticato per errore nel forno, quasi si carbonizzò. Vista la disperazione del cuoco, Toni, un piccolo sguattero, propose una soluzione: «Con quanto è rimasto in dispensa – un po' di farina, burro, uova, della scorza di cedro e qualche uvetta – stamani ho cucinato questo dolce. Se non avete altro, potete portarlo in tavola». Il cuoco acconsentì e, tremante, si mise dietro una tenda a spiare la reazione degli ospiti. Tutti furono entusiasti e al duca, che voleva conoscere il nome di quella prelibatezza, il cuoco rivelò il segreto: «L'è 'l pan dal Tögn». Da allora è il "pane di Tögn", ossia il "panettone".

### Dai "pani grossi" al panettone

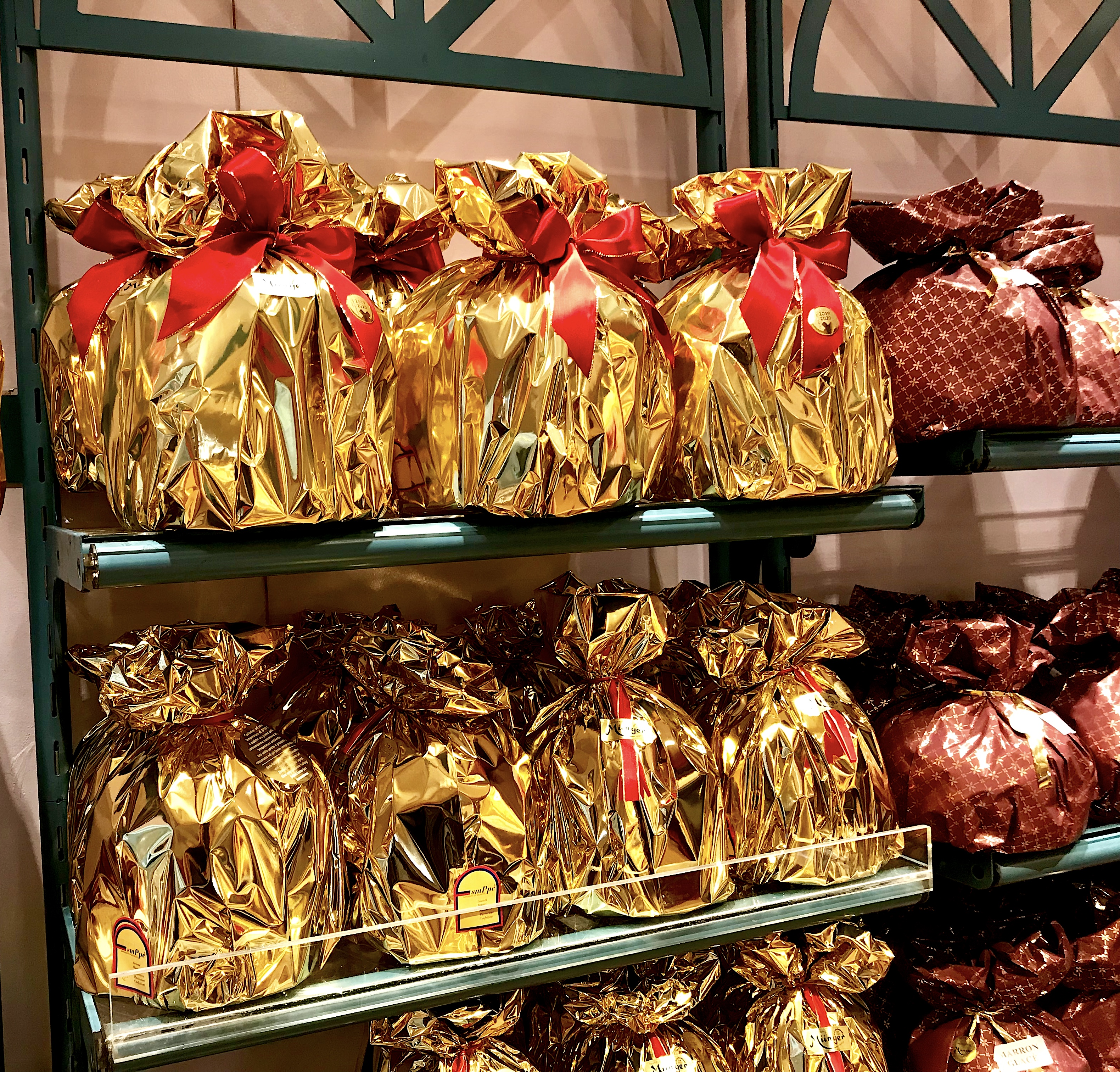
Vetrina natalizia con panettoni artigianali incartati

Pietro Verri, nella sua Storia di Milano, narra di un'antica consuetudine che nel IX secolo animava le feste cristiane legate al territorio milanese: "Il giorno del Santo Natale i padri di famiglia distribuivano, sin d'allora, i denari; acciò tutti potessero divertirsi giuocando. Si usavano in quei giorni dei pani grandi; e si ponevano sulla mensa anitre e carni di maiale; come anche oggidì il popolo costuma di fare."
La più antica, e certa, attestazione di "pani grossi" prodotti con burro, uvetta e spezie si trova in un registro delle spese del Collegio Borromeo di Pavia risalente al 1599: il 23 dicembre di quell'anno, nell'elenco delle portate previste per il pranzo di Natale, compaiono anche le spese per cinque libbre di burro, due libbre di uvetta e tre once di spezie date al prestinaro per confezionare tredici "pani grossi" da donare ai collegiali il giorno di Natale.
La prima ricetta stampata del panettone compare nella terza edizione del 1853 del Nuovo cuoco milanese economico di Giovanni Felice Luraschi (Pasta per far panatoni).

### Novecento - età contemporanea

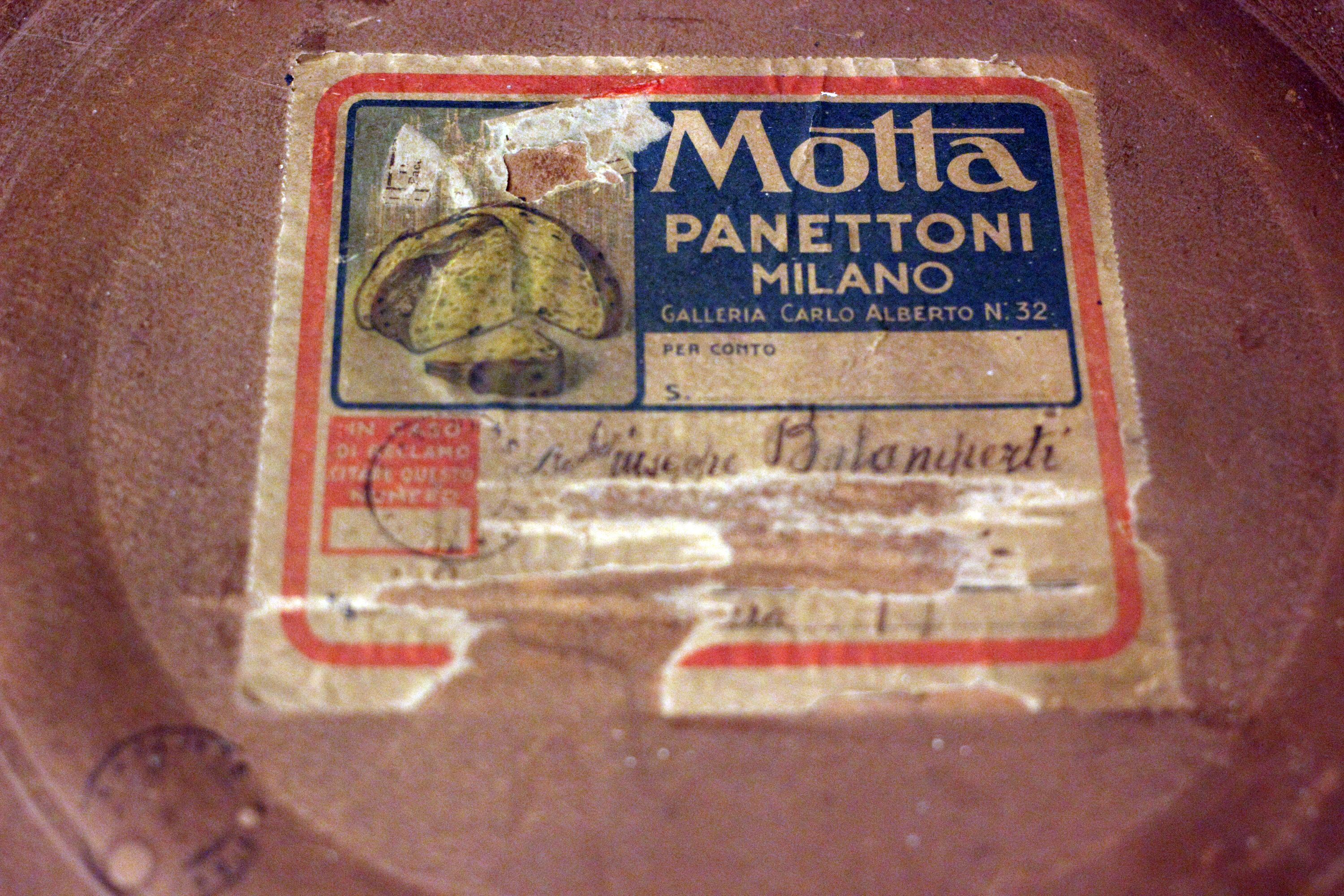
Coperchio di una scatola di cartone per panettone della pasticceria Motta, si osserva la forma schiacciata del dolce

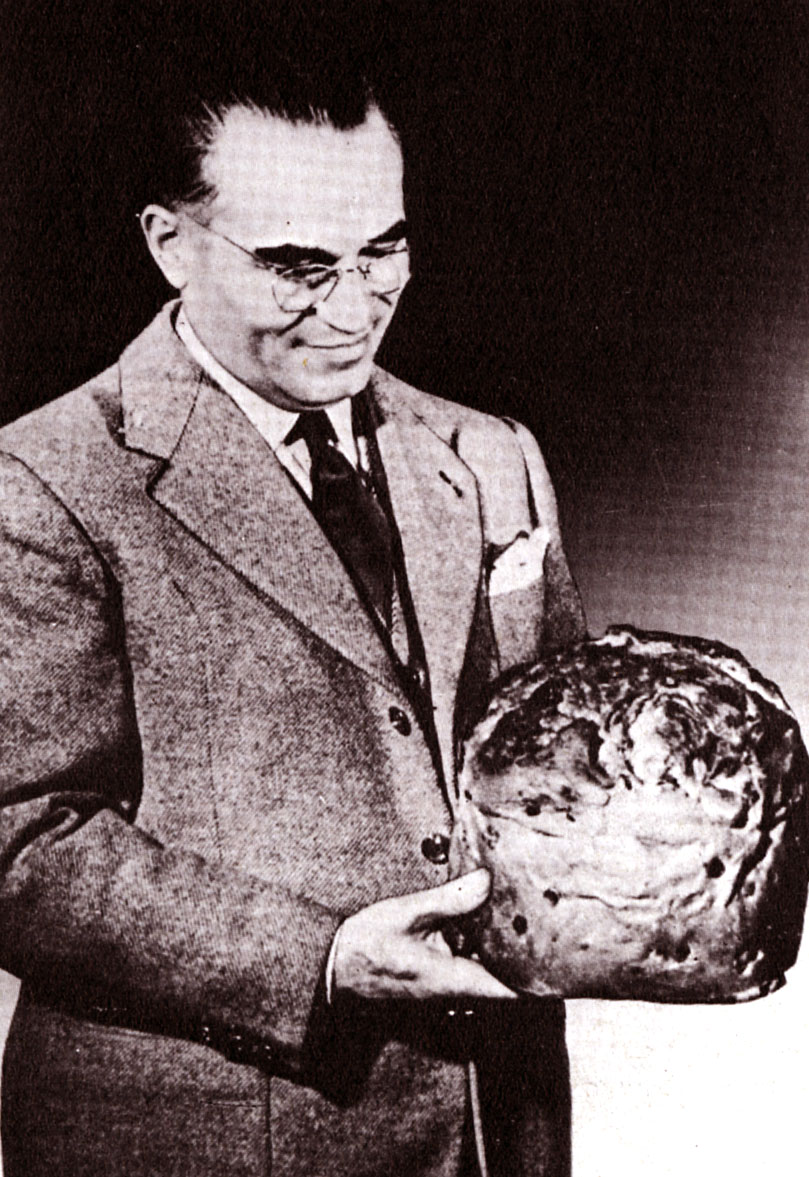
Angelo Motta, l'inventore del "panettone contemporaneo"

Il panettone come lo conosciamo oggi (alto, soffice, guarnito di canditi e uva sultanina) nasce nel 1919 dalla mente di Angelo Motta, detentore dell'omonima azienda.
Giuseppe Ciocca (1867–1950), pasticcere considerato il massimo esperto di panettoni della sua epoca, elogiava l'alimento e lo riteneva «il dolce più caratteristico d’Italia, insieme al risotto collo zafferano, tanto da costituire i due poli estremi della pacchianeria paneropolitana (...) Andate in qualsiasi città del mondo – vecchio e nuovo – e troverete che il panettone troneggia tra i grossi pezzi della pastelleria dulciaria.» Sempre secondo Ciocca:
Il poeta Pastori, uno dei più apprezzati poeti milanesi del '900, cita questo tipo di panettone in una delle sue poesie del 1945.
L'alimento, divenuto il dolce di Natale per eccellenza in Italia, è tutelato dal 2005 da un disciplinare, che ne specifica gli ingredienti e le percentuali minime per poter essere definito tale.

## Descrizione

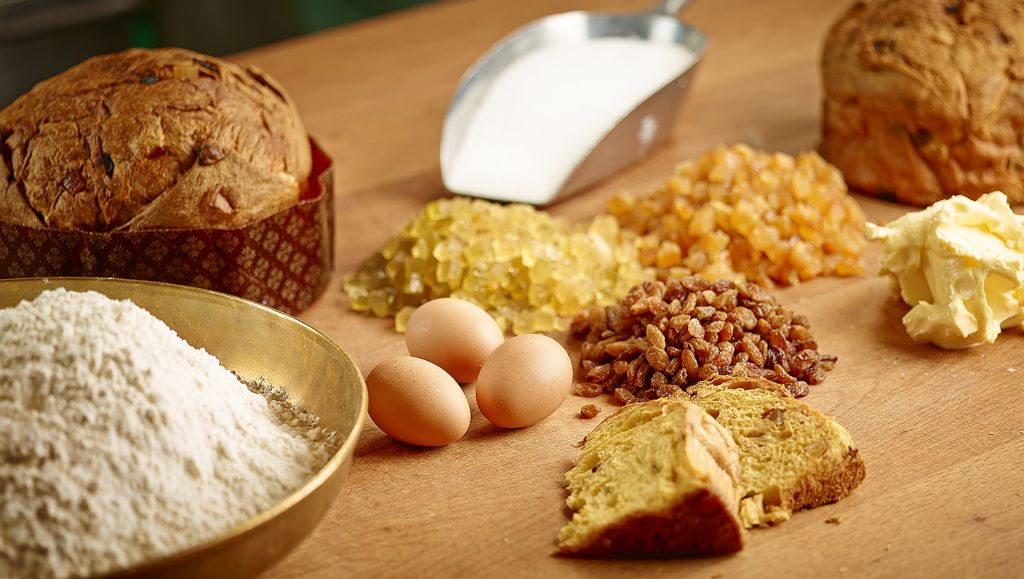
Gli ingredienti del panettone

Tipicamente ha una base cilindrica che termina in una forma a cupola. Basi ottagonali o a sezione a forma di stella sono più comuni per il pandoro. È ottenuto da un impasto lievitato a base di acqua, farina, burro, uova (tuorlo), al quale si aggiungono frutta candita, scorzette di arancio e cedro in parti uguali, e uvetta. 
Il panettone tipico della tradizione artigiana milanese è un prodotto da forno a pasta morbida, a lievitazione naturale, avente una tipica forma cilindrica dovuta allo stampo di cottura che rimane attaccato al prodotto finito. La crosta superiore è screpolata e tagliata in modo caratteristico (scarpatura). La pasta presenta una struttura soffice ed alveolata e un aroma tipico della lievitazione a pasta acida.
Secondo il decreto di 22 luglio 2005 questo panettone deve contenere:
- non meno del 20% in peso sul prodotto di uvetta sultanina, scorze di arancia candite e cedro candito sull'impasto;
- non meno del 16% in peso di materia grassa butirrica sull'impasto;
- non meno del 4% di tuorlo d’uovo.

Lo stampo cartaceo in cui è versato l'impasto, e che accompgna il prodotto finito, si chiama pirottino.

## Ingredienti
Per la produzione del panettone artigianale si utilizzano esclusivamente i seguenti ingredienti:
- Acqua
- Farina di frumento
- Sale
- Uova fresche e/o tuorli pastorizzati
- Latte
- Burro
- Zucchero
- Frutta candita (in particolare arancia e cedro)
- Uvetta sultanina
- Vaniglia
- Lievito naturale

## Produzione
Quasi 100 milioni di pezzi tra panettone e pandoro sono stati prodotti in Italia nel 2008 per un valore di circa 600 milioni di euro.
Il processo di produzione del panettone tipico della tradizione artigiana milanese prevede le seguenti fasi di lavorazione:
1. Preparazione del lievito naturale.
S'intende per "lievito naturale" un impasto costituito da acqua e farina di frumento, acidificato dalla attività fermentativa di lieviti e batteri lattici derivanti dalla madre. S'intende per "madre" una porzione d'impasto di lievito naturale prelevata da una lavorazione precedente che funge da innesto microbico.
2. Preparazione degl'impasti lievitati.
La quantità degli ingredienti, la successione delle aggiunte dei vari ingredienti, il numero di impasti e le condizioni di lievitazione (tempo, temperatura, umidità) che si adottano per ottenere l'impasto finale dipendono dalla scelta del produttore. Tale discrezionalità, che è basata sulla esperienza e tradizione di ogni produttore, contribuisce a creare quella varietà di gusti, aromi e strutture che costituiscono la peculiarità e la ricchezza della produzione artigianale.
1° impastamento → sosta di lievitazione → impasto lievitato → 2° impastamento → sosta di lievitazione → impasto lievitato.
3. Formatura.
La fase di formatura condiziona l'ottenimento dell'aspetto finale del prodotto; viene tradizionalmente realizzata attraverso le seguenti operazioni: spezzatura, cioè porzionatura dell'impasto finale lievitato; “pirlatura”, cioè arrotondamento delle porzioni d'impasto; posa dei “pirottini”, cioè deposizione dell'impasto negli stampi di cottura.
4. Lievitazione finale.
La lievitazione finale si realizza nello stampo di cottura in condizioni di tempo, temperatura ed umidità dipendenti dall'esperienza personale dell'artigiano; durante la lievitazione si opera la “scarpatura” che consiste nell'incidere la superficie superiore dell'impasto con un taglio a forma di croce.
5. Cottura.
La cottura è di circa 50 minuti a 190 °C per pezzatura da 1 kg.
6. Raffreddamento.
In questa fase è previsto il capovolgimento del prodotto. Al termine del raffreddamento viene stampata o punzonata la data sul pirottino in maniera indelebile.

## Varianti
L'industria ed i laboratori artigianali hanno proposto, negli ultimi vent'anni, numerose variazioni sul tema "panettone": glassato, senza canditi o uvetta, ripieno di crema, gelato o cioccolato per citare solo le più apprezzate.

### Lombardia
In Lombardia ed in particolare a Milano è tradizione conservare una parte del panettone mangiato durante il pranzo di Natale, per poi mangiarlo raffermo a digiuno insieme in famiglia il 3 febbraio, giorno di san Biagio, come gesto propiziatorio contro i mali della gola e raffreddori, secondo il detto milanese "San Bias el benediss la gola e el nas" (San Biagio benedice la gola e il naso). I negozianti sono soliti conservare i panettoni invenduti durante il periodo natalizio per poi metterli in vendita il 3 febbraio (i cosiddetti panettoni di san Biagio).
In Valtellina è diffusa la bisciola, anche nota come "panettone valtellinese", un pane dolce con frutta secca a volte preparato con il miele. La ricetta è tutelata dal Marchio Collettivo Geografico.

### Piemonte
In Piemonte si può trovare, anche se con difficoltà, il panettone al Moscato. Di più facile reperibilità è quello tradizionale basso pinerolese, dalla forma più schiacciata e con glassa di copertura a base di nocciole tonde gentili.

### Veneto
Una variante tradizionale è invece la veneziana, che ha un impasto simile ma senza uvetta e canditi, e una copertura di granelli di zucchero o glassa alle mandorle. 

## Il marchio "Panettone"
La Camera di Commercio di Milano ha registrato un marchio che certifica che il panettone è prodotto in modo artigianale. L'uso del marchio è regolamentato da un disciplinare di produzione redatto dal "Comitato dei Maestri Pasticceri Milanesi" costituito da rappresentanti di Associazioni di categoria del settore e da un rappresentante dei consumatori. Individuando in modo dettagliato ingredienti, fasi di lavorazione, caratteristiche del prodotto finito e relative modalità di vendita, il disciplinare qualifica questo dolce realizzato nel rispetto dell'antica tradizione della lavorazione artigianale.